# Beavereiland
Beavereiland (En.: Beaver Island;Sp.:Isla San Rafael) is een van de Falklandeilanden. Het ligt ten westen van Weddelleiland en ten zuiden van Neweiland. Het eiland is vernoemd naar de walvisvaarder "Beaver" die als eerste walvisvaarder om Kaap Hoorn voer. Het eiland heeft geen verband met de bever.
Er is een nederzetting op het eiland, namelijk Beaver Settlement (Beaver-nederzetting). Het dorp heeft een vliegveld.
De natuur op Beavereiland is erg gevarieerd: ook hier vindt men pinguïns, maar ook kuifcaracara en zeeberen. De Falklandwolf (Dusicyon australis) is uitgestorven.
Er is ook een Beaver Island in het Michiganmeer in de Verenigde Staten.